# O-クマル酸
o-クマル酸（英語: o-Coumaric acid）は、ヒドロキシケイ皮酸の一つで、ケイ皮酸のヒドロキシ誘導体である。フェニル基に置換するヒドロキシ基の位置により、o-クマル酸、m-クマル酸、p-クマル酸の3つの異性体が存在する。

## 自然での生成
o-クマル酸は食酢で見られる。
2-クマル酸レダクターゼは、3-(2-ヒドロキシフェニル)プロパン酸とNAD+からo-クマル酸を合成する酵素である。この酵素はフェニルアラニンの代謝に関与している。